# Status quo (film)
 For alternative betydninger, se Status quo (flertydig). (Se også artikler, som begynder med Status quo)
|  | Denne artikel er oprettet af botten Steenthbot ud fra en ekstern database. Den kan derfor have sproglige fejl eller mangler. Denne skabelon kan fjernes efter kontrol af indholdet. |

Status quo er en dansk kortfilm fra 2001 instrueret af Tom Vilhelm Jensen efter eget manuskript.

## Handling
Der er krisemøde i bofællesskabet. X¿et på tavlen står for Fælleskassen. Kassen og dens indhold, 5000 Kr. er forsvundet. KER¿s omdrejningspunkt er at almindelige mennesker ved, at udfordringen ikke ligger i at lyve overfor andre, men i at være ærlig overfor sig selv. Alle har et alibi, men hvem tog så pengekassen?